# ماتيو بوريتيني
ماتيو بوريتيني (بالإيطالية: Matteo Berrettini)‏ (مواليد 12 أبريل 1996 في روما)، هو لاعب كرة مضرب إيطالي بدأ مسيرته كمحترف سنة 2015 يلعب باليد اليمنى ويحتل حالياً المرتبة رقم. 20 (24 يونيو 2019) في تصنيف رابطة محترفي كرة المضرب. أعلى تصنيف له في الفردي كان المركز الـ 20 في سنة 2019. أعلى تصنيف له في الزوجي كان المركز الـ 110 في سنة 2019.

## روابط خارجية
- ماتيو بوريتيني على موقع رابطة محترفي التنس (الإنجليزية)
- ماتيو بوريتيني على موقع الاتحاد الدولي لكرة المضرب (الإنجليزية)
- ماتيو بوريتيني على موقع كأس ديفيز (الإنجليزية)
- ماتيو بوريتيني على موقع خلاصة التنس.كوم (الإنجليزية)
- ماتيو بوريتيني على موقع إي إس بي إن.كوم (الإنجليزية)
- ماتيو بوريتيني على موقع CONI honoured athlete website (الإيطالية)